# Vox Clamantis

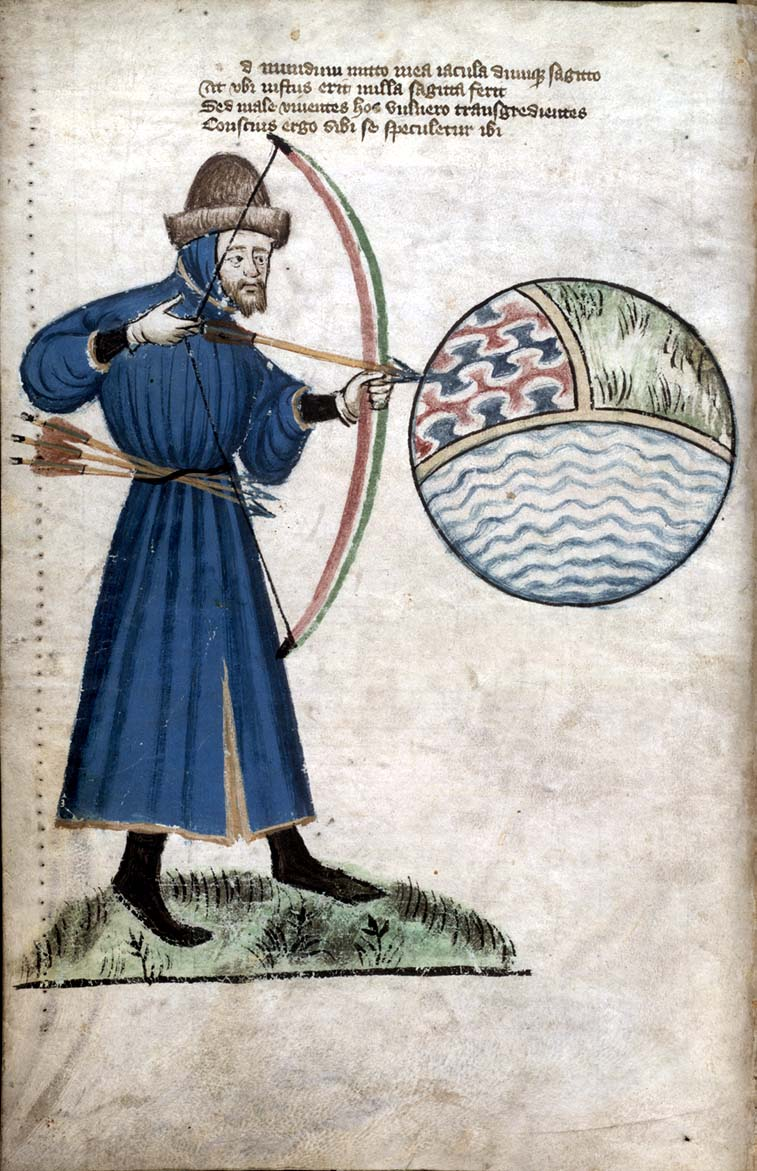
Ilustração de um manuscrito de Vox Clamantis a mostrar Gower atirando no mundo: "Eu lanço meus dardos e atiro minhas flechas no mundo. Mas onde há homens justos, flecha nenhuma atinge".

Vox Clamantis é um poema em latim de cerca de dez mil versos em elegia de John Gower, obra essa que reconta os eventos e a tragédia da revolta camponesa de 1381. O poema aborda a corrupção da sociedade e lamenta a ascensão do mal. No texto, Gower toma o lado aristocrático, entendendo as reivindicações dos camponeses como inválidas e suas ações como vontade do anticristo.